# Rhipidoglossum polyanthum
Rhipidoglossum polyanthum é uma espécie de orquídea, família Orchidaceae, que existem em Bioko e Camarões. Trata-se de planta epífita, monopodial com caule que mede pelo menos vinte centímetros de comprimento e tem folhas alternadas ao longo de todo o caule; cujas pequenas flores tem um igualmente pequeno nectário sob o labelo.

## Publicação e sinônimos
- Rhipidoglossum polyanthum (Kraenzl.) Szlach. & Olszewski, in Fl. Cameroun 36: 864 (2001).

Sinônimos homotípicos:
- Mystacidium polyanthum Kraenzl., Bot. Jahrb. Syst. 51: 394 (1914).
- Sarcorhynchus polyanthus (Kraenzl.) Schltr., Beih. Bot. Centralbl. 36(2): 105 (1918).
- Diaphananthe polyantha (Kraenzl.) F.N.Rasm., Norweg. J. Bot. 21: 229 (1974).

Sinônimos heterotípicos:
- Sarcorhynchus saccolabioides Schltr., Beih. Bot. Centralbl. 36(2): 105 (1918).